# Māris Verpakovskis
Māris Verpakovskis (Liepāja, 15 ottobre 1979) è un dirigente sportivo ed ex calciatore lettone, di ruolo attaccante. Attualmente è presidente del RFS.

## Biografia
È figlio d'arte: suo padre Ilmārs era anch'egli calciatore in epoca tardo sovietica e aveva giocato una partita per la nazionale lettone.

## Carriera

### Club
Verpakovskis, nato a Liepāja, cominciò la sua carriera giovanile con la squadra locale del Baltika, in seguito rinominata Metalurgs Liepāja. Verso la fine del 2000, all'età di 21 anni, firmò per la miglior squadra della Lettonia, il club di Riga dello Skonto.
Alla sua prima stagione in Ucraina (2003-2004) Verpakovskis fu votato "Giocatore dell'anno" dai tifosi della Dinamo, ma perse il posto da titolare nella stagione 2004-2005. Alla fine della stagione 2006-2007 il club spagnolo del Getafe prese Verpakovskis in prestito per 6 mesi, corrispondendo al calciatore 250.000 dollari di stipendio e con la possibilità di acquisire definitivamente Verpakovskis nel luglio 2007, mese in cui il giocatore è stato ingaggiato in prestito dall'Hajduk, nel campionato croato.
Nell'estate del 2008 torna alla Dinamo Kiev fino all'agosto 2008 quando viene ceduto in prestito agli spagnoli del Celta Vigo. L'anno successivo viene ingaggiato dall'Ergotelis, squadra di Super League greca, in prestito per due anni. A giugno 2011 firma un contratto di un anno con l'opzione di rinnovarlo per un altro anno con l'FK Baku, militante nella Premyer Liqası azera. Dopo aver rinnovato il contratto nell'estate del 2012, viene svincolato nel gennaio del 2013.
Il 31 gennaio 2015 torna all'Ergotelis, questa volta in Football League, firmando un contratto della durata di 6 mesi, periodo durante il quale riesce a conquistare la promozione in Super League. A fine stagione la società cretese annuncia il rinnovo fino a giugno 2014. Disputa la sua ultima partita il 27 gennaio 2014 contro il Panetolikos, prima di annunciare a fine match l'addio al calcio giocato.

### Nazionale
Dopo aver disputato partite nelle varie selezioni giovanili lettoni, ha esordito in nazionale maggiore il 9 giugno 1999, nella gara contro la Grecia valida per le qualificazioni al campionato europeo di calcio 2000: in appena 45 minuti di gioco (fu sostituito ad inizio ripresa da Mihails Miholaps) segnò subito la sua prima rete.
Raggiunse fama internazionale risultando il miglior cannoniere della Lettonia nella vittoriosa campagna di qualificazione a Euro 2004, conclusasi con 6 gol in 10 partite e con la storica qualificazione all'Europeo. Le prestazioni di Verpakovskis nelle qualificazioni attirarono l'interesse di diverse società dell'Europa occidentale e orientale: alla fine Māris firmò un contratto di 5 anni con la Dinamo Kiev nel dicembre 2003.
Nella fase finale di campionato d'Europa 2004 mise a segno un gol contro la Repubblica Ceca, ma questo non bastò a impedire la sconfitta dei lettoni per 2-1. Verpakovskis con 29 reti è divenuto il più prolifico tra i calciatori della Nazionale lettone, superando lo storico record di Ēriks Pētersons che durava dall'epoca pre-sovietica.

## Statistiche

### Presenze e reti nei club
| Stagione                 | Club                      | Campionato               | Campionato | Campionato | Coppe nazionali | Coppe nazionali | Coppe nazionali | Coppe continentali | Coppe continentali | Coppe continentali | Totale | Totale |
| Stagione                 | Club                      | Comp                     | Pres       | Reti       | Comp            | Pres            | Reti            | Comp               | Pres               | Reti               | Pres   | Reti   |
| ------------------------ | ------------------------- | ------------------------ | ---------- | ---------- | --------------- | --------------- | --------------- | ------------------ | ------------------ | ------------------ | ------ | ------ |
| 1995                     | Baltika/Metalurgs Liepāja | VL                       | 3          | 0          | CL              | ?               | ?               |                    |                    |                    | ?      | ?      |
| 1996                     | Baltika/Metalurgs Liepāja | VL                       | 3          | 0          | CL              | ?               | ?               |                    |                    |                    | 3+     | 0+     |
| 1997                     | Baltika/Metalurgs Liepāja | VL                       | 6          | 0          | CL              | ?               | ?               |                    |                    |                    | 6+     | 0+     |
| 1998                     | Baltika/Metalurgs Liepāja | VL                       | 16         | 2          | CL              | ?               | ?               | CC                 | 2                  | 0                  | 18+    | 2+     |
| 1999                     | Baltika/Metalurgs Liepāja | VL                       | 21         | 4          | CL              | ?               | ?               | CU                 | 2                  | 1                  | 23+    | 5+     |
| 2000                     | Baltika/Metalurgs Liepāja | VL                       | 16         | 3          | CL              | 2+              | 2               | CU                 | 2                  | 0                  | 20+    | 5+     |
| Totale Metalurgs Liepāja | Totale Metalurgs Liepāja  | Totale Metalurgs Liepāja | 65         | 9          |                 | 2+              | 2+              |                    | 6                  | 1                  | 73+    | 12+    |
| 2001                     | Skonto Rīga               | VL                       | 22         | 10         | CL              | ?               | ?               | UCL                | 4                  | 1                  | 26+    | 11+    |
| 2002                     | Skonto Rīga               | VL                       | 18         | 9          | CL              | 1+              | 0               | UCL                | 4                  | 0                  | 23+    | 9      |
| 2003                     | Skonto Rīga               | VL                       | 25         | 22         | CL              | 4               | 4               | UCL                | 2                  | 1                  | 31     | 27     |
| Totale Skonto            | Totale Skonto             | Totale Skonto            | 65         | 41         |                 | 5+              | 4+              |                    | 10                 | 2                  | 80+    | 47+    |
| gen. 2004                | Dinamo Kiev               | PL                       | 10         | 5          | CU              | 2               | 1               |                    |                    |                    | 12     | 6      |
| 2004-2005                | Dinamo Kiev               | PL                       | 23         | 4          | CU              | 6               | 3               | UCL+CU             | 6+2                | 2+0                | 37     | 9      |
| 2005-2006                | Dinamo Kiev               | PL                       | 9          | 1          | CU              | 3               | 2               | UCL                | 1                  | 0                  | 13     | 3      |
| 2006-2007                | Dinamo Kiev               | PL                       | 6          | 1          | CU              | 1               | 0               | UCL                | 3                  | 1                  | 10     | 2      |
| Totale Dinamo Kiev       | Totale Dinamo Kiev        | Totale Dinamo Kiev       | 48         | 11         |                 | 12              | 6               |                    | 12                 | 3                  | 72     | 20     |
| gen. 2007                | Getafe                    | Liga                     | 12         | 1          | CR              | 5               | 1               |                    |                    |                    | 17     | 2      |
| 2007-2008                | Hajduk Spalato            | PH                       | 18         | 5          | HK              | 5               | 0               | CU                 | 1                  | 0                  | 24     | 5      |
| 2008-2009                | Celta Vigo                | SD                       | 7          | 0          | CR              | 2               | 0               |                    |                    |                    | 9      | 0      |
| 2009-2010                | Ergotelīs                 | SL                       | 20         | 3          | CG              | 0               | 0               |                    |                    |                    | 20     | 3      |
| 2010-2011                | Ergotelīs                 | SL                       | 25         | 4          | CG              | 1               | 0               |                    |                    |                    | 26     | 4      |
| 2011-2012                | FK Baku                   | PL                       | 18         | 3          | CA              | 2               | 0               |                    |                    |                    | 20     | 3      |
| 2012-13                  | FK Baku                   | PL                       | 7          | 0          | CA              | 1               | 2               | UEL                | 2                  | 0                  | 10     | 2      |
| Totale Baku              | Totale Baku               | Totale Baku              | 25         | 3          |                 | 3               | 2               |                    | 2                  | 0                  | 30     | 5      |
| gen. 2013                | Ergotelīs                 | FL                       | 18         | 3          |                 |                 |                 |                    |                    |                    | 18     | 3      |
| 2013-2014                | Ergotelīs                 | SL                       | 10         | 2          | CG              | 1               | 0               |                    |                    |                    | 11     | 2      |
| Totale Ergotelis         | Totale Ergotelis          | Totale Ergotelis         | 73         | 12         |                 | 2               | 0               |                    |                    |                    | 75     | 12     |
| gen. 2014                | Liepāja                   | VL                       | 9          | 1          | CL              | 1               | 2               |                    |                    |                    | 10     | 3      |
| 2015                     | Liepāja                   | VL                       | 1          | 0          | CL              | 1               | 1               |                    |                    |                    | 2      | 1      |
| Totale FK Liepaja        | Totale FK Liepaja         | Totale FK Liepaja        | 10         | 1          |                 | 2               | 3               |                    |                    |                    | 12     | 4      |
| 2017                     | FK Karosta                | 2L                       | 0          | 0          | CL              | 1               | 2               |                    |                    |                    | 1      | 2      |
| Totale carriera          | Totale carriera           | Totale carriera          | 323        | 83         |                 | 39+             | 21+             |                    | 31                 | 6                  | 393+   | 110+   |

### Cronologia presenze e reti in nazionale
| Cronologia completa delle presenze e delle reti in nazionale ― Lettonia | Cronologia completa delle presenze e delle reti in nazionale ― Lettonia | Cronologia completa delle presenze e delle reti in nazionale ― Lettonia | Cronologia completa delle presenze e delle reti in nazionale ― Lettonia | Cronologia completa delle presenze e delle reti in nazionale ― Lettonia | Cronologia completa delle presenze e delle reti in nazionale ― Lettonia | Cronologia completa delle presenze e delle reti in nazionale ― Lettonia | Cronologia completa delle presenze e delle reti in nazionale ― Lettonia |
| Data                                                                    | Città                                                                   | In casa                                                                 | Risultato                                                               | Ospiti                                                                  | Competizione                                                            | Reti                                                                    | Note                                                                    |
| ----------------------------------------------------------------------- | ----------------------------------------------------------------------- | ----------------------------------------------------------------------- | ----------------------------------------------------------------------- | ----------------------------------------------------------------------- | ----------------------------------------------------------------------- | ----------------------------------------------------------------------- | ----------------------------------------------------------------------- |
| 9-6-1999                                                                | Atene                                                                   | Grecia                                                                  | 1 – 2                                                                   | Lettonia                                                                | Qual. Euro 2000                                                         | 1                                                                       | 46’                                                                     |
| 26-6-1999                                                               | Curitiba                                                                | Brasile                                                                 | 3 – 0                                                                   | Lettonia                                                                | Amichevole                                                              | -                                                                       | 46’                                                                     |
| 4-2-2000                                                                | Pafo                                                                    | Slovacchia                                                              | 3 – 1                                                                   | Lettonia                                                                | Torneo Internazionale                                                   | -                                                                       |                                                                         |
| 15-11-2000                                                              | Serravalle                                                              | San Marino                                                              | 0 – 1                                                                   | Lettonia                                                                | Qual. Mondiali 2002                                                     | -                                                                       | 66’                                                                     |
| 28-2-2001                                                               | Vaduz                                                                   | Liechtenstein                                                           | 0 – 2                                                                   | Lettonia                                                                | Amichevole                                                              | 1                                                                       | 56’                                                                     |
| 24-3-2001                                                               | Osijek                                                                  | Croazia                                                                 | 4 – 1                                                                   | Lettonia                                                                | Qual. Mondiali 2002                                                     | -                                                                       | 39’                                                                     |
| 6-6-2001                                                                | Riga                                                                    | Lettonia                                                                | 0 – 1                                                                   | Croazia                                                                 | Qual. Mondiali 2002                                                     | -                                                                       | 61’                                                                     |
| 3-7-2001                                                                | Riga                                                                    | Lettonia                                                                | 3 – 1                                                                   | Estonia                                                                 | Coppa del Baltico 2001                                                  | 1                                                                       | 60’                                                                     |
| 15-8-2001                                                               | Riga                                                                    | Lettonia                                                                | 0 – 1                                                                   | Ucraina                                                                 | Amichevole                                                              | -                                                                       | 60’                                                                     |
| 6-10-2001                                                               | Glasgow                                                                 | Scozia                                                                  | 2 – 1                                                                   | Lettonia                                                                | Qual. Mondiali 2002                                                     | -                                                                       |                                                                         |
| 14-11-2001                                                              | Riga                                                                    | Lettonia                                                                | 1 – 3                                                                   | Russia                                                                  | Amichevole                                                              | -                                                                       | 75’                                                                     |
| 27-3-2002                                                               | Hesperange                                                              | Lussemburgo                                                             | 0 – 3                                                                   | Lettonia                                                                | Amichevole                                                              | -                                                                       | 53’                                                                     |
| 17-4-2002                                                               | Ventspils                                                               | Lettonia                                                                | 2 – 1                                                                   | Kazakistan                                                              | Amichevole                                                              | -                                                                       | 57’                                                                     |
| 21-8-2002                                                               | Riga                                                                    | Lettonia                                                                | 2 – 4                                                                   | Bielorussia                                                             | Amichevole                                                              | 1                                                                       | 69’                                                                     |
| 7-9-2002                                                                | Riga                                                                    | Lettonia                                                                | 0 – 0                                                                   | Svezia                                                                  | Qual. Euro 2004                                                         | -                                                                       |                                                                         |
| 12-10-2002                                                              | Varsavia                                                                | Polonia                                                                 | 0 – 1                                                                   | Lettonia                                                                | Qual. Euro 2004                                                         | -                                                                       | 89’                                                                     |
| 20-11-2002                                                              | Serravalle                                                              | San Marino                                                              | 0 – 1                                                                   | Lettonia                                                                | Qual. Euro 2004                                                         | -                                                                       | 64’                                                                     |
| 12-2-2003                                                               | Adalia                                                                  | Lituania                                                                | 1 – 2                                                                   | Lettonia                                                                | Amichevole                                                              | -                                                                       | 46’                                                                     |
| 2-4-2003                                                                | Kiev                                                                    | Ucraina                                                                 | 1 – 0                                                                   | Lettonia                                                                | Amichevole                                                              | -                                                                       | 84’                                                                     |
| 30-4-2003                                                               | Riga                                                                    | Lettonia                                                                | 3 – 0                                                                   | San Marino                                                              | Qual. Euro 2004                                                         | -                                                                       | 60’                                                                     |
| 7-6-2003                                                                | Budapest                                                                | Ungheria                                                                | 3 – 1                                                                   | Lettonia                                                                | Qual. Euro 2004                                                         | 1                                                                       |                                                                         |
| 4-7-2003                                                                | Valga                                                                   | Lituania                                                                | 1 – 2                                                                   | Lettonia                                                                | Coppa del Baltico 2003                                                  | -                                                                       | 45’                                                                     |
| 20-8-2003                                                               | Riga                                                                    | Lettonia                                                                | 0 – 3                                                                   | Uzbekistan                                                              | Amichevole                                                              | -                                                                       | 82’                                                                     |
| 6-9-2003                                                                | Riga                                                                    | Lettonia                                                                | 0 – 2                                                                   | Polonia                                                                 | Qual. Euro 2004                                                         | -                                                                       | 80’                                                                     |
| 10-9-2003                                                               | Riga                                                                    | Lettonia                                                                | 3 – 1                                                                   | Ungheria                                                                | Qual. Euro 2004                                                         | 2                                                                       | 89’                                                                     |
| 11-10-2003                                                              | Stoccolma                                                               | Svezia                                                                  | 0 – 1                                                                   | Lettonia                                                                | Qual. Euro 2004                                                         | 1                                                                       | 88’                                                                     |
| 15-11-2003                                                              | Riga                                                                    | Lettonia                                                                | 1 – 0                                                                   | Turchia                                                                 | Qual. Euro 2004                                                         | 1                                                                       | 89’                                                                     |
| 19-11-2003                                                              | Istanbul                                                                | Turchia                                                                 | 2 – 2                                                                   | Lettonia                                                                | Qual. Euro 2004                                                         | 1                                                                       | 91’                                                                     |
| 18-2-2004                                                               | Larnaca                                                                 | Kazakistan                                                              | 1 – 3                                                                   | Lettonia                                                                | Torneo Internazionale                                                   | -                                                                       | 72’                                                                     |
| 31-3-2004                                                               | Celje                                                                   | Slovenia                                                                | 0 – 1                                                                   | Lettonia                                                                | Amichevole                                                              | 1                                                                       | 75’                                                                     |
| 28-4-2004                                                               | Riga                                                                    | Lettonia                                                                | 0 – 0                                                                   | Islanda                                                                 | Amichevole                                                              | -                                                                       |                                                                         |
| 6-6-2004                                                                | Riga                                                                    | Lettonia                                                                | 2 – 2                                                                   | Azerbaigian                                                             | Amichevole                                                              | 1                                                                       | 64’                                                                     |
| 15-6-2004                                                               | Aveiro                                                                  | Rep. Ceca                                                               | 2 – 1                                                                   | Lettonia                                                                | Euro 2004 - 1º turno                                                    | 1                                                                       | 81’                                                                     |
| 19-6-2004                                                               | Porto                                                                   | Lettonia                                                                | 0 – 0                                                                   | Germania                                                                | Euro 2004 - 1º turno                                                    | -                                                                       | 92’                                                                     |
| 23-6-2004                                                               | Braga                                                                   | Paesi Bassi                                                             | 3 – 0                                                                   | Lettonia                                                                | Euro 2004 - 1º turno                                                    | -                                                                       | 64’                                                                     |
| 18-8-2004                                                               | Riga                                                                    | Lettonia                                                                | 0 – 2                                                                   | Galles                                                                  | Amichevole                                                              | -                                                                       |                                                                         |
| 4-9-2004                                                                | Riga                                                                    | Lettonia                                                                | 0 – 2                                                                   | Portogallo                                                              | Qual. Mondiali 2006                                                     | -                                                                       |                                                                         |
| 8-9-2004                                                                | Lussemburgo                                                             | Lussemburgo                                                             | 3 – 4                                                                   | Lettonia                                                                | Qual. Mondiali 2006                                                     | 1                                                                       |                                                                         |
| 9-10-2004                                                               | Bratislava                                                              | Slovacchia                                                              | 4 – 1                                                                   | Lettonia                                                                | Qual. Mondiali 2006                                                     | 1                                                                       |                                                                         |
| 13-10-2004                                                              | Riga                                                                    | Lettonia                                                                | 2 – 2                                                                   | Estonia                                                                 | Qual. Mondiali 2006                                                     | -                                                                       |                                                                         |
| 17-11-2004                                                              | Vaduz                                                                   | Liechtenstein                                                           | 1 – 3                                                                   | Lettonia                                                                | Qual. Mondiali 2006                                                     | 1                                                                       |                                                                         |
| 8-2-2005                                                                | Nicosia                                                                 | Finlandia                                                               | 2 – 1                                                                   | Lettonia                                                                | Torneo Internazionale                                                   | -                                                                       | 79’                                                                     |
| 9-2-2005                                                                | Limisso                                                                 | Austria                                                                 | 1 – 1                                                                   | Lettonia                                                                | Torneo Internazionale                                                   | -                                                                       | 46’                                                                     |
| 30-3-2005                                                               | Riga                                                                    | Lettonia                                                                | 4 – 0                                                                   | Lussemburgo                                                             | Qual. Mondiali 2006                                                     | 2                                                                       |                                                                         |
| 4-6-2005                                                                | San Pietroburgo                                                         | Russia                                                                  | 2 – 0                                                                   | Lettonia                                                                | Qual. Mondiali 2006                                                     | -                                                                       |                                                                         |
| 8-6-2005                                                                | Riga                                                                    | Lettonia                                                                | 1 – 0                                                                   | Liechtenstein                                                           | Qual. Mondiali 2006                                                     | -                                                                       |                                                                         |
| 17-8-2005                                                               | Riga                                                                    | Lettonia                                                                | 1 – 1                                                                   | Russia                                                                  | Qual. Mondiali 2006                                                     | -                                                                       |                                                                         |
| 3-9-2005                                                                | Tallinn                                                                 | Estonia                                                                 | 2 – 1                                                                   | Lettonia                                                                | Qual. Mondiali 2006                                                     | -                                                                       | 81’                                                                     |
| 7-9-2005                                                                | Riga                                                                    | Lettonia                                                                | 1 – 1                                                                   | Slovacchia                                                              | Qual. Mondiali 2006                                                     | -                                                                       |                                                                         |
| 8-10-2005                                                               | Riga                                                                    | Lettonia                                                                | 2 – 2                                                                   | Giappone                                                                | Amichevole                                                              | -                                                                       | 62’                                                                     |
| 12-10-2005                                                              | Porto                                                                   | Portogallo                                                              | 3 – 0                                                                   | Lettonia                                                                | Qual. Mondiali 2006                                                     | -                                                                       | 73’                                                                     |
| 12-11-2005                                                              | Minsk                                                                   | Bielorussia                                                             | 3 – 1                                                                   | Lettonia                                                                | Amichevole                                                              | -                                                                       | 70’                                                                     |
| 28-5-2006                                                               | East Hartford                                                           | Stati Uniti                                                             | 1 – 0                                                                   | Lettonia                                                                | Amichevole                                                              | -                                                                       |                                                                         |
| 16-8-2006                                                               | Mosca                                                                   | Russia                                                                  | 1 – 0                                                                   | Lettonia                                                                | Amichevole                                                              | -                                                                       |                                                                         |
| 2-9-2006                                                                | Riga                                                                    | Lettonia                                                                | 0 – 1                                                                   | Svezia                                                                  | Qual. Euro 2008                                                         | -                                                                       |                                                                         |
| 6-9-2006                                                                | Hesperange                                                              | Lussemburgo                                                             | 0 – 0                                                                   | Lettonia                                                                | Amichevole                                                              | -                                                                       |                                                                         |
| 7-10-2006                                                               | Riga                                                                    | Lettonia                                                                | 4 – 0                                                                   | Islanda                                                                 | Qual. Euro 2008                                                         | 2                                                                       | 59’                                                                     |
| 11-10-2006                                                              | Belfast                                                                 | Irlanda del Nord                                                        | 1 – 0                                                                   | Lettonia                                                                | Qual. Euro 2008                                                         | -                                                                       | 78’                                                                     |
| 6-2-2007                                                                | Larnaca                                                                 | Bulgaria                                                                | 2 – 0                                                                   | Lettonia                                                                | Torneo Internazionale                                                   | -                                                                       | 62’                                                                     |
| 7-2-2007                                                                | Limisso                                                                 | Ungheria                                                                | 2 – 0                                                                   | Lettonia                                                                | Torneo Internazionale                                                   | -                                                                       | 46’                                                                     |
| 28-3-2007                                                               | Vaduz                                                                   | Liechtenstein                                                           | 1 – 0                                                                   | Lettonia                                                                | Qual. Euro 2008                                                         | -                                                                       | 46’                                                                     |
| 2-6-2007                                                                | Riga                                                                    | Lettonia                                                                | 0 – 2                                                                   | Spagna                                                                  | Qual. Euro 2008                                                         | -                                                                       |                                                                         |
| 6-6-2007                                                                | Riga                                                                    | Lettonia                                                                | 0 – 2                                                                   | Danimarca                                                               | Qual. Euro 2008                                                         | -                                                                       |                                                                         |
| 8-9-2007                                                                | Riga                                                                    | Lettonia                                                                | 1 – 0                                                                   | Irlanda del Nord                                                        | Qual. Euro 2008                                                         | -                                                                       | 89’                                                                     |
| 12-9-2007                                                               | Oviedo                                                                  | Spagna                                                                  | 2 – 0                                                                   | Lettonia                                                                | Qual. Euro 2008                                                         | -                                                                       | 90’                                                                     |
| 13-10-2007                                                              | Reykjavík                                                               | Islanda                                                                 | 2 – 4                                                                   | Lettonia                                                                | Qual. Euro 2008                                                         | 2                                                                       | 78’                                                                     |
| 17-11-2007                                                              | Riga                                                                    | Lettonia                                                                | 4 – 1                                                                   | Liechtenstein                                                           | Qual. Euro 2008                                                         | 1                                                                       | 78’                                                                     |
| 21-11-2007                                                              | Stoccolma                                                               | Svezia                                                                  | 2 – 1                                                                   | Lettonia                                                                | Qual. Euro 2008                                                         | -                                                                       |                                                                         |
| 6-2-2008                                                                | Tbilisi                                                                 | Georgia                                                                 | 3 – 1                                                                   | Lettonia                                                                | Amichevole                                                              | -                                                                       | 84’                                                                     |
| 26-3-2008                                                               | Andorra La Vella                                                        | Andorra                                                                 | 0 – 3                                                                   | Lettonia                                                                | Amichevole                                                              | -                                                                       | 66’                                                                     |
| 20-8-2008                                                               | Urziceni                                                                | Romania                                                                 | 1 – 0                                                                   | Lettonia                                                                | Amichevole                                                              | -                                                                       | 73’                                                                     |
| 6-9-2008                                                                | Tiraspol                                                                | Moldavia                                                                | 1 – 2                                                                   | Lettonia                                                                | Qual. Mondiali 2010                                                     | -                                                                       | 75’                                                                     |
| 10-9-2008                                                               | Riga                                                                    | Lettonia                                                                | 0 – 2                                                                   | Grecia                                                                  | Qual. Mondiali 2010                                                     | -                                                                       |                                                                         |
| 11-2-2009                                                               | Limisso                                                                 | Armenia                                                                 | 0 – 0                                                                   | Lettonia                                                                | Amichevole                                                              | -                                                                       | 65’                                                                     |
| 28-3-2009                                                               | Lussemburgo                                                             | Lussemburgo                                                             | 0 – 4                                                                   | Lettonia                                                                | Qual. Mondiali 2010                                                     | -                                                                       | 72’                                                                     |
| 1-4-2009                                                                | Riga                                                                    | Lettonia                                                                | 2 – 0                                                                   | Lussemburgo                                                             | Qual. Mondiali 2010                                                     | 1                                                                       |                                                                         |
| 5-9-2009                                                                | Tel Aviv                                                                | Israele                                                                 | 0 – 1                                                                   | Lettonia                                                                | Qual. Mondiali 2010                                                     | -                                                                       | 92’                                                                     |
| 9-9-2009                                                                | Riga                                                                    | Lettonia                                                                | 2 – 2                                                                   | Svizzera                                                                | Qual. Mondiali 2010                                                     | -                                                                       |                                                                         |
| 10-10-2009                                                              | Atene                                                                   | Grecia                                                                  | 5 – 2                                                                   | Lettonia                                                                | Qual. Mondiali 2010                                                     | 2                                                                       | 84’                                                                     |
| 14-10-2009                                                              | Riga                                                                    | Lettonia                                                                | 3 – 2                                                                   | Moldavia                                                                | Qual. Mondiali 2010                                                     | -                                                                       |                                                                         |
| 11-8-2010                                                               | Liberec                                                                 | Rep. Ceca                                                               | 4 – 1                                                                   | Lettonia                                                                | Amichevole                                                              | -                                                                       | 70’                                                                     |
| 3-9-2010                                                                | Riga                                                                    | Lettonia                                                                | 0 – 3                                                                   | Croazia                                                                 | Qual. Euro 2012                                                         | -                                                                       |                                                                         |
| 7-9-2010                                                                | La Valletta                                                             | Malta                                                                   | 0 – 2                                                                   | Lettonia                                                                | Qual. Euro 2012                                                         | 1                                                                       | 92’                                                                     |
| 8-10-2010                                                               | Atene                                                                   | Grecia                                                                  | 1 – 0                                                                   | Lettonia                                                                | Qual. Euro 2012                                                         | -                                                                       |                                                                         |
| 9-2-2011                                                                | Adalia                                                                  | Lettonia                                                                | 2 – 1                                                                   | Bolivia                                                                 | Amichevole                                                              | 1                                                                       | 67’                                                                     |
| 26-3-2011                                                               | Tel Aviv                                                                | Israele                                                                 | 2 – 1                                                                   | Lettonia                                                                | Qual. Euro 2012                                                         | -                                                                       | 72’                                                                     |
| 10-8-2011                                                               | Riga                                                                    | Lettonia                                                                | 0 – 2                                                                   | Finlandia                                                               | Amichevole                                                              | -                                                                       | 72’                                                                     |
| 2-9-2011                                                                | Tbilisi                                                                 | Georgia                                                                 | 0 – 1                                                                   | Lettonia                                                                | Qual. Euro 2012                                                         | -                                                                       | 77’                                                                     |
| 6-9-2011                                                                | Riga                                                                    | Lettonia                                                                | 1 – 1                                                                   | Grecia                                                                  | Qual. Euro 2012                                                         | -                                                                       | 68’                                                                     |
| 7-10-2011                                                               | Riga                                                                    | Lettonia                                                                | 2 – 0                                                                   | Malta                                                                   | Qual. Euro 2012                                                         | -                                                                       | 91’                                                                     |
| 15-8-2012                                                               | Podgorica                                                               | Montenegro                                                              | 2 – 0                                                                   | Lettonia                                                                | Amichevole                                                              | -                                                                       | 75’                                                                     |
| 7-9-2012                                                                | Riga                                                                    | Lettonia                                                                | 1 – 2                                                                   | Grecia                                                                  | Qual. Mondiali 2014                                                     | -                                                                       | 75’                                                                     |
| 11-9-2012                                                               | Zenica                                                                  | Bosnia ed Erzegovina                                                    | 4 – 1                                                                   | Lettonia                                                                | Qual. Mondiali 2014                                                     | -                                                                       | 61’                                                                     |
| 12-10-2012                                                              | Bratislava                                                              | Slovacchia                                                              | 2 – 1                                                                   | Lettonia                                                                | Qual. Mondiali 2014                                                     | 1                                                                       | 77’                                                                     |
| 16-10-2012                                                              | Riga                                                                    | Lettonia                                                                | 2 – 0                                                                   | Liechtenstein                                                           | Qual. Mondiali 2014                                                     | -                                                                       | 84’                                                                     |
| 6-2-2013                                                                | Kobe                                                                    | Giappone                                                                | 3 – 0                                                                   | Lettonia                                                                | Amichevole                                                              | -                                                                       | 71’                                                                     |
| 22-3-2013                                                               | Vaduz                                                                   | Liechtenstein                                                           | 1 – 1                                                                   | Lettonia                                                                | Qual. Mondiali 2014                                                     | -                                                                       | 66’                                                                     |
| 7-6-2013                                                                | Riga                                                                    | Lettonia                                                                | 0 – 5                                                                   | Bosnia ed Erzegovina                                                    | Qual. Mondiali 2014                                                     | -                                                                       | 15’                                                                     |
| 14-8-2013                                                               | Tallinn                                                                 | Estonia                                                                 | 1 – 1                                                                   | Lettonia                                                                | Amichevole                                                              | -                                                                       | 46’                                                                     |
| 10-9-2013                                                               | Atene                                                                   | Grecia                                                                  | 1 – 0                                                                   | Lettonia                                                                | Qual. Mondiali 2014                                                     | -                                                                       | 79’                                                                     |
| 11-10-2013                                                              | Vilnius                                                                 | Lituania                                                                | 2 – 0                                                                   | Lettonia                                                                | Qual. Mondiali 2014                                                     | -                                                                       | 77’                                                                     |
| 15-10-2013                                                              | Riga                                                                    | Lettonia                                                                | 2 – 2                                                                   | Slovacchia                                                              | Qual. Mondiali 2014                                                     | -                                                                       | 85’                                                                     |
| 15-11-2013                                                              | Dublino                                                                 | Irlanda                                                                 | 3 – 0                                                                   | Lettonia                                                                | Amichevole                                                              | -                                                                       | 46’                                                                     |
| 29-5-2014                                                               | Liepāja                                                                 | Lettonia                                                                | 0 – 0                                                                   | Estonia                                                                 | Coppa del Baltico 2014                                                  | -                                                                       | 12’                                                                     |
| Totale                                                                  |                                                                         | Presenze (6º posto)                                                     | 104                                                                     |                                                                         | Reti (1º posto)                                                         | 29                                                                      |                                                                         |

| Cronologia completa delle presenze e delle reti in nazionale (partite non ufficiali) ― Lettonia | Cronologia completa delle presenze e delle reti in nazionale (partite non ufficiali) ― Lettonia | Cronologia completa delle presenze e delle reti in nazionale (partite non ufficiali) ― Lettonia | Cronologia completa delle presenze e delle reti in nazionale (partite non ufficiali) ― Lettonia | Cronologia completa delle presenze e delle reti in nazionale (partite non ufficiali) ― Lettonia | Cronologia completa delle presenze e delle reti in nazionale (partite non ufficiali) ― Lettonia | Cronologia completa delle presenze e delle reti in nazionale (partite non ufficiali) ― Lettonia | Cronologia completa delle presenze e delle reti in nazionale (partite non ufficiali) ― Lettonia |
| Data                                                                                            | Città                                                                                           | In casa                                                                                         | Risultato                                                                                       | Ospiti                                                                                          | Competizione                                                                                    | Reti                                                                                            | Note                                                                                            |
| ----------------------------------------------------------------------------------------------- | ----------------------------------------------------------------------------------------------- | ----------------------------------------------------------------------------------------------- | ----------------------------------------------------------------------------------------------- | ----------------------------------------------------------------------------------------------- | ----------------------------------------------------------------------------------------------- | ----------------------------------------------------------------------------------------------- | ----------------------------------------------------------------------------------------------- |
| 28-2-2006                                                                                       | Wolfsburg                                                                                       | Germania U21                                                                                    | 1 – 2                                                                                           | Lettonia                                                                                        |                                                                                                 | 1                                                                                               | 86’                                                                                             |
| Totale                                                                                          |                                                                                                 | Presenze                                                                                        | 1                                                                                               |                                                                                                 | Reti                                                                                            | 1                                                                                               |                                                                                                 |

| Cronologia completa delle presenze e delle reti in nazionale Under-21 ― Lettonia | Cronologia completa delle presenze e delle reti in nazionale Under-21 ― Lettonia | Cronologia completa delle presenze e delle reti in nazionale Under-21 ― Lettonia | Cronologia completa delle presenze e delle reti in nazionale Under-21 ― Lettonia | Cronologia completa delle presenze e delle reti in nazionale Under-21 ― Lettonia | Cronologia completa delle presenze e delle reti in nazionale Under-21 ― Lettonia | Cronologia completa delle presenze e delle reti in nazionale Under-21 ― Lettonia | Cronologia completa delle presenze e delle reti in nazionale Under-21 ― Lettonia |
| Data                                                                             | Città                                                                            | In casa                                                                          | Risultato                                                                        | Ospiti                                                                           | Competizione                                                                     | Reti                                                                             | Note                                                                             |
| -------------------------------------------------------------------------------- | -------------------------------------------------------------------------------- | -------------------------------------------------------------------------------- | -------------------------------------------------------------------------------- | -------------------------------------------------------------------------------- | -------------------------------------------------------------------------------- | -------------------------------------------------------------------------------- | -------------------------------------------------------------------------------- |
| 9-10-1998                                                                        | Riga                                                                             | Lettonia under 21                                                                | 1 – 2                                                                            | Georgia under 21                                                                 | Qual. Europeo Under-21 2000                                                      | 1                                                                                |                                                                                  |
| 14-10-1998                                                                       | Kidricevo                                                                        | Slovenia under 21                                                                | 0 – 1                                                                            | Lettonia under 21                                                                | Qual. Europeo Under-21 2000                                                      | -                                                                                | 70’                                                                              |
| 30-3-1999                                                                        | Ozolnieki                                                                        | Lettonia under 21                                                                | 0 – 2                                                                            | Grecia under 21                                                                  | Qual. Europeo Under-21 2000                                                      | -                                                                                |                                                                                  |
| 28-4-1999                                                                        | Riga                                                                             | Lettonia under 21                                                                | 0 – 0                                                                            | Albania under 21                                                                 | Qual. Europeo Under-21 2000                                                      | -                                                                                |                                                                                  |
| 5-6-1999                                                                         | Riga                                                                             | Lettonia under 21                                                                | 1 – 1                                                                            | Slovenia under 21                                                                | Qual. Europeo Under-21 2000                                                      | -                                                                                | 62’                                                                              |
| 1-9-2000                                                                         | Liepaja                                                                          | Lettonia under 21                                                                | 1 – 3                                                                            | Scozia under 21                                                                  | Qual. Europeo Under-21 2002                                                      | -                                                                                |                                                                                  |
| 6-10-2000                                                                        | Liepaja                                                                          | Lettonia under 21                                                                | 0 – 2                                                                            | Belgio under 21                                                                  | Qual. Europeo Under-21 2002                                                      | -                                                                                | 15’                                                                              |
| Totale                                                                           |                                                                                  | Presenze                                                                         | 7                                                                                |                                                                                  | Reti                                                                             | 1                                                                                |                                                                                  |

| Cronologia completa delle presenze e delle reti in nazionale Under-18 ― Lettonia | Cronologia completa delle presenze e delle reti in nazionale Under-18 ― Lettonia | Cronologia completa delle presenze e delle reti in nazionale Under-18 ― Lettonia | Cronologia completa delle presenze e delle reti in nazionale Under-18 ― Lettonia | Cronologia completa delle presenze e delle reti in nazionale Under-18 ― Lettonia | Cronologia completa delle presenze e delle reti in nazionale Under-18 ― Lettonia | Cronologia completa delle presenze e delle reti in nazionale Under-18 ― Lettonia | Cronologia completa delle presenze e delle reti in nazionale Under-18 ― Lettonia |
| Data                                                                             | Città                                                                            | In casa                                                                          | Risultato                                                                        | Ospiti                                                                           | Competizione                                                                     | Reti                                                                             | Note                                                                             |
| -------------------------------------------------------------------------------- | -------------------------------------------------------------------------------- | -------------------------------------------------------------------------------- | -------------------------------------------------------------------------------- | -------------------------------------------------------------------------------- | -------------------------------------------------------------------------------- | -------------------------------------------------------------------------------- | -------------------------------------------------------------------------------- |
| 6-10-1997                                                                        | ?                                                                                | Lettonia under 18                                                                | 1 – 1                                                                            | Turchia under 18                                                                 | Qual. Europeo Under-18 1998                                                      | 1                                                                                | 46’                                                                              |
| 10-10-1997                                                                       | ?                                                                                | Svezia under 18                                                                  | 1 – 0                                                                            | Lettonia under 18                                                                | Qual. Europeo Under-18 1998                                                      | -                                                                                | 44’                                                                              |
| Totale                                                                           |                                                                                  | Presenze                                                                         | 2                                                                                |                                                                                  | Reti                                                                             | 1                                                                                |                                                                                  |

## Palmarès

### Club

#### Competizioni nazionali
- Campionato lettone: 3

Skonto: 2002, 2003
Liepaja: 2015
- Coppa di Lettonia: 1

Skonto: 2002
- Campionato ucraino: 2

Dinamo Kiev: 2003-2004, 2006-2007
- Coppa d'Ucraina: 3

Dinamo Kiev: 2004-2005, 2005-2006, 2006-2007
- Supercoppa d'Ucraina: 3

Dinamo Kiev: 2004, 2006, 2007
- Coppa d'Azerbaigian: 1

FK Baku: 2011-2012

### Nazionale
- Coppa del Baltico: 1

2001

### Individuale
- Calciatore lettone dell'anno: 2

2003, 2004